# 丹治伊三郎
丹治 伊三郎（たんじ いさぶろう、1902年1月7日 - 1981年）は、日本の画家。洋画家。
印象派の技巧を取り入れた画風を確立、主に関西画壇で活動した。

## 経歴
1902年（明治35年）大阪府堺市に生まれる。旧制堺中学校（現大阪府立三国ヶ丘高等学校）を卒業後、東京美術学校洋画科に入学して岡田三郎助に師事。1926年（大正15年）同校を卒業、一陽会に入会して創作活動を続ける。後に神戸山手女子短期大学教授。